# 黑德梅斯泰 (市镇)
黑德梅斯泰是爱沙尼亚派爾努縣的一个乡村型市镇。行政中心为烏盧。市镇面积为494平方公里，2021年时人口数量为4,909人。

## 行政管理
2017年爱沙尼亚行政改革后，原黑德梅斯泰市镇与塔赫庫蘭納市镇合并为新的黑德梅斯泰市镇。新的市镇使用原塔赫庫蘭納市镇的旗帜及原黑德梅斯泰市镇的徽章。
新的市镇包括两个小镇和29个村庄。